# Wajir
Wajir és una ciutat al nord-est de Kenya. En el cens de 1999, tenia 32907 habitants. La ciutat està situada en una regió àrida propensa a la sequera. A la primavera del 2006, hi va haver una gran fam.